# Searching for Sugar Man
Searching for Sugar Man (Brasil: Procurando Sugar Man / Portugal: À Procura de Sugar Man) é um filme anglo-sueco realizado e escrito por Malik Bendjelloul. Foi lançado nos cinemas britânicos em 26 de julho e nos cinemas suecos em 24 de agosto de 2012, em Portugal o filme foi lançado a 6 de junho de 2013. O filme conta a trajetória do cantor de folk Sixto Rodriguez.
Em 10 de fevereiro de 2013, o filme venceu o prémio BAFTA de melhor documentário na 66ª edição do British Academy Film Awards em Londres, e duas semanas depois venceu o Óscar de melhor documentário de longa-metragem na 85ª edição do Óscar em Hollywood.